# Краљевска опера у Лондону
Краљевска опера у Лондону (енгл. Royal Opera House) је позната оперска и балетска кућа у Лондону. Налази се у четврти Ковент Гарден (енгл. Covent Garden) у централном Лондону. Зграда је настала 1732. године и у првих сто година је била сцена опште намене (Theatre Royal). Добила је име Ковент Гарден. Први балет је овде приказан 1734. Годину дана касније приказана је прва Хендлова опера, а касније и премијере многих његових опера и ораторијума. Данас је Ковент Гарден дом Краљевске опере (The Royal Opera), Краљевског балета (The Royal Ballet), и Оркестра краљевске опере (Orchestra of the Royal Opera House). 
Данашња грађевина је трећа по реду, после пожара из 1808. и 1857. године. Фасада, ходник и дворана су из 1858, док је већина осталих простора креирана у реконструкцији 1990.